# تایپ ۶۹
تایپ ۶۹ و تایپ ۷۹ دو نوع تانک اصلی میدان نبرد چینی هستند که در دوران جنگ سرد با ارتقای تانک تایپ-۵۹ طراحی و ساخته شدند. تایپ-۵۹ کپی تانک روسی تی-۵۴ است در حالیکه تایپ ۶۹ و تایپ-۷۹ به طور مستقل در چین طراحی شدند. بهبودهای صورت‌گرفته در این تانک‌ها شامل استفاده از یک موتور جدید، کامپیوتر بالستیکی، دوربین دید در شب و مسافت‌یاب لیزری می‌شد. ضمن اینکه تایپ-۷۹ به یک توپ ۱۰۵ م‌م خان‌دار (به جای توپ ۱۰۰ م‌م) مسلح بود که کپی اصلاح‌شده‌ای از توپ انگلیسی ال۷ بود که اغلب تانک‌های دوران جنگ سرد ناتو از آن استفاده می‌کردند. البته بسیاری از ویژگی‌های تایپ-۶۹ بعداً در برنامه ارتقای تانک‌های تایپ-۵۹ به این تانک‌ها نیز افزوده شدند. 
بدنه و برجک تایپ-۶۹ و تایپ-۷۹ تقریباً هیچ تفاوتی با تایپ-۵۹ ندارد و تنها تفاوت آن‌ها استفاده مدل‌های جدیدتر از تکنولوژی‌های پیشرفته‌تری است که از کشورهای پیشرفته خریداری یا سرقت شده‌است. در نتیجه این سه تانک را باید به عنوان یک خانواده از تانک‌ها طبقه‌بندی کرد که خود برگرفته از خانوادهٔ تانک‌های تی-۵۴، تی-۵۵ و تی-۶۲ ساخت شوروی هستند.
تایپ-۶۹ تانکی نسبتاً ارزان و ساده بود و هرچند عملکرد آن برای چینی‌ها چندان رضایتبخش نبود اما صادرات موفقی به کشورهای جهان سوم داشت و بیش از ۲ هزار عراده از آن در دهه ۱۹۸۰ به فروش رسید. ایران و عراق اولین خریداران این تانک بودند که بلافاصله پس از معرفی تانک در سال ۱۹۸۲ صدها عراده از آن را سفارش دادند و از آنها در جنگ ایران و عراق بهره گرفتند. عراق بعداً در جریان دو حمله ائتلاف بین‌المللی به رهبری آمریکا در ۱۹۹۱ و ۲۰۰۳) به این کشور از این تانک‌ها استفاده کرد که همچون دیگر تانک‌های عراق هیچ موفقیتی در مقابل تانک‌های دشمن نداشتند. ارتش سریلانکا نیز در جنگ داخلی علیه ببرهای تامیل از تانک‌های تایپ-۶۹ خود در کنار تی-۵۵های ساخت چکسلواکی بهره بردند. در سال ۲۰۰۱ در جریان درگیری مرزی میانمار و تایلند تایپ-۶۹های میانماری با ام۶۰آ۳های تایلندی درگیر شدند اما مشخص نیست که آیا هیچیک از دو طرف تانکی را از دست داده‌اند یا خیر.

## ویژگی‌ها
بدنه و برجک تایپ-۶۹ بسیار شبیه به تایپ-۵۹ است و میزان زره آن نیز تغییر نکرده‌است. ترکیب تسلیحات تانک نیز مشابه تایپ-۵۹ است. یک توپ ۱۰۰ میلی‌متری (در تایپ-۷۹۱۰۵ م‌م) به عنوان سلاح اصلی تانک که ۴۴ گلوله برای آن حمل می‌شود و تسلیحات ثانویه تانک شامل ۳ تیربار هستند؛ دو تیربار ۷٫۶۲ م‌م تایپ ۵۹تی؛ یکی هم‌محور با سلاح اصلی در کنار آن و دیگری به صورت کمانی در قسمت راننده و یک تیربار سنگین ۱۲٫۷ م‌م تایپ ۵۴ (مدل تولید چین تیربار دوشکا) برای دفاع هوایی روی برجک. فضای داخلی تانک مثل تمام مدل‌های تی-۵۴ بسیار بسته بود و کار را برای چهار سرنشین تانک دشوار می‌کرد.

## کاربران
- پاکستان:۴۰۰ عراده فعال
- چین: ۲۰۰ عراده در واحدهای فعال
- بنگلادش: 10 عراده
- ایران: ۱۰۰ عراده فعال ۱۰۰ عراده ذخیره
- میانمار: ۲۶۰ عراده تایپ-۵۹دی و تایپ-۶۹ II
- تایلند: ۵۰ عراده
- سری‌لانکا: ۲۰ عراده
- زیمبابوه: ۱۰ عراده
- سودان: تحت لیسانس چین در سودان تولید می‌شد.
- عراق - حدود ۱۵۰۰ عراده تایپ ۵۹ و تایپ ۶۹ در سال ۱۹۹۰ فعال بود که اغلب آن‌ها از بین رفت. در ارتش جدید عراق (پس از صدام) حدود ۱۰۰ عراده تانک تایپ-۶۹ همچنان فعال است.
- اقلیم کردستان عراق تعداد زیادی از ارتش عراق دریافت شده